# Alyssum bertolonii
Alyssum bertolonii är en korsblommig växtart som beskrevs av Nicaise Auguste Desvaux. Alyssum bertolonii ingår i släktet stenörter, och familjen korsblommiga växter.

## Underarter
Arten delas in i följande underarter:
- A. b. bertolonii
- A. b. scutarinum